# Jacob Barsøe
Jacob Jepsen Barsøe (Vejle, 21 de septiembre de 1988) es un deportista danés que compitió en remo.
Participó en dos Juegos Olímpicos de Verano, obteniendo dos medallas, bronce en Londres 2012 y plata en Río de Janeiro 2016, en la prueba de cuatro sin timonel ligero.
Ganó tres medallas en el Campeonato Mundial de Remo entre los años 2013 y 2015, y cuatro medallas en el Campeonato Europeo de Remo entre los años 2010 y 2015.

## Palmarés internacional
| Juegos Olímpicos   | Juegos Olímpicos            | Juegos Olímpicos  | Juegos Olímpicos          |
| Año                | Lugar                       | Medalla           | Prueba                    |
| ------------------ | --------------------------- | ----------------- | ------------------------- |
| 2012               | Londres (Reino Unido)       | Medalla de bronce | Cuatro sin timonel ligero |
| 2016               | Río de Janeiro (Brasil)     | Medalla de plata  | Cuatro sin timonel ligero |
| Campeonato Mundial |                             |                   |                           |
| Año                | Lugar                       | Medalla           | Prueba                    |
| 2013               | Chungju (Corea del Sur)     | Medalla de oro    | Cuatro sin timonel ligero |
| 2014               | Ámsterdam (Países Bajos)    | Medalla de oro    | Cuatro sin timonel ligero |
| 2015               | Aiguebelette (Francia)      | Medalla de plata  | Cuatro sin timonel ligero |
| Campeonato Europeo |                             |                   |                           |
| Año                | Lugar                       | Medalla           | Prueba                    |
| 2010               | Montemor-o-Velho (Portugal) | Medalla de plata  | Ocho con timonel ligero   |
| 2013               | Sevilla (España)            | Medalla de oro    | Cuatro sin timonel ligero |
| 2014               | Belgrado (Serbia)           | Medalla de oro    | Cuatro sin timonel ligero |
| 2015               | Poznań (Polonia)            | Medalla de bronce | Cuatro sin timonel ligero |